# Gemona del Friuli
Gemona del Friuli (friulski - Glemone, słoweń. - Humin)– miejscowość i gmina we Włoszech, w regionie Friuli-Wenecja Julijska, w prowincji Udine. Składa się z następujących frazioni (podległych jednostek administracyjnych): Campagnola, Campolessi, Maniaglia, Ospedaletto, Godo, Centro Storico, Stalis, Taviele, and Taboga.
Według danych na rok 2004 gminę zamieszkiwało 11 040 osób, 197,1 os./km².

## Współpraca
Miasta partnerskie:
- Velden am Wörther See
- Laakirchen
- Foligno